# Lissonota breviventris
Lissonota breviventris là một loài tò vò trong họ Ichneumonidae.